# SMBCアビエーション・キャピタル
SMBCアビエーション・キャピタル（SMBC Aviation Capital）は、三井住友銀行グループの航空機リースを行っている企業。以前はロイヤルバンク・オブ・スコットランド・グループ（RBSグループ、現在のナットウエスト・グループ）のRBSアビエーション・キャピタル（RBS Aviation Capital）。アイルランドのダブリンを拠点に東京、ニューヨーク、マイアミ、アムステルダム、トゥールーズ、 シンガポール、北京、上海、香港に支部を有する。

## 歴史
2007年から始まった世界金融危機の最中、RBSグループ傘下のRBSアビエーションキャピタルは発注済みの25機のボーイング787（額面は約38億ドル）をキャンセルした。その後、2010年7月のファーンボロー国際航空ショーにおいて76億ドルで52機のエアバスA320と43機のボーイング737-800を注文した。
RBSグループ再編に際し、非中核事業と位置づけられ、売却する計画が建てられたが2010年4月にこの計画は凍結された。同年、数人の重要なマネージャーたちはRBSアビエーションキャピタルを離れ、同じ航空機リース企業のアボロンに移籍した。
2012年1月17日、RBSはRBSアビエーション・キャピタルを三井住友銀行、三井住友ファイナンス&リース、住友商事の3社が形成するコンソーシアムに73億ドルで売却することで合意し、2012年第3四半期までに売却を完了する予定であると発表した。売却は2012年6月1日に完了し、SMBCアビエーション・キャピタルへ名称を変更した。
2012年10月15日、以前から三井住友ファイナンス&リースと住友商事が行っていた航空機事業会社3社（SMFL Aircraft Capital Corporation B.V.、SMFL・エアクラフト・キャピタル・ジャパン株式会社、Sumisho Aircraft Asset Management B.V.）をSMBCアビエーション・キャピタルに統合する計画であると発表した。
2012年にSMBCグループの一員となった後、SMBCアビエーション・キャピタルは2013年11月29日、全日空(ANA)と同社が保有しているA320-200の3機をリースする契約を結んだと発表した。

## 機材
2019年現在の保有機材は以下の通りである。
- A319-100：6機
- A320-200：129機
- A321-200：22機
- A320neo：193機
- A321neo：34機
- A350-900：8機
- B737-800：172機
- B737 MAX 8：117機
- B737 MAX 9：6機
- B787-8：15機
- B787-9：9機

ほか20機、総計731機